# El primo de las Indias
El primo de las Indias (título original Der Vetter aus Dingsda) es una opereta en tres actos con música del compositor alemán Eduard Künneke y libreto en lengua alemana de Herman Haller y Rideamus (Fritz Oliven) basado en una comedia de Max Kempner-Hochstädt. Fue estrenada el 15 de abril de 1921 en el Theater am Nollendorfplatz de Berlín, constituyendo el mayor éxito en la carrera de Künneke.
La obra fue adaptada al castellano como El primo de las Indias para la Compañía lírica de operetas y comedias-operetas vienesas de Georges A. Burman y Tino Folgar, estrenándose en el Teatro Barcelona de la capital catalana el 27 de julio de 1934. Firmaron la adaptación Burman y Solís.
Una adaptación en lengua inglesa categorizada como "musical comedy", realizada por Fred Thompson con cantables de Adrian Ross, Robert C. Tharp y Douglas Furber, fue estrenada en 1922 en el Reino Unido. Otra adaptación a esta lengua, con libreto y cantables de Harry B. Smith, fue representada en 1923 en el Ambassador Theatre de Broadway con el título de Caroline. La canción de la opereta "I'm Only a Strolling Vagabond" se convirtió en tarjeta de presentación del artista inglés Cavan O'Connor, quien la grabó por vez primera en 1925.

## Argumento

### Acto I
La joven Julia, rica heredera del castillo de Weert, no aguanta la tutela del tío Josef y la tía Wilhelmine, conocidos como "Josse" y "Wimpel". ¡Su amiga Hannchen y ella coinciden en eso! Esperó con nostalgia alcanzar la mayoría de edad y el regreso de su primo Roderich, que se marchó a “Dingsda” en la isla de Java siete años atrás. A su marcha Julia le juró lealtad para siempre y le dio un anillo como señal. Los tíos de Julia tienen planes de matrimonio muy distintos para su sobrina: suponen que el sobrino de Josse, August Kuhbrot, conquistará el corazón de Julia y, con él, su dinero. Además, el segundo tutor de Julia, el señor von Wildenhagen, quiere casarla con su hijo Egon. Pero Julia sueña únicamente con Roderich. En la noche en que alcanza la mayoría de edad, un extraño se para frente al castillo confesando haberse extraviado. Cuando ella le pregunta quién es, el extraño se presenta como un “pobre vagabundo”. Julia cree que está en condiciones de gastar una broma e invita al vagabundo ofreciéndole un dormitorio en el castillo para pasar la noche. Mientras lo entretiene, le habla de su amor eterno por su primo de Batavia.

### Acto II
Al día siguiente, el extraño se presenta ante el tío Josse y la tía Wimpel como su sobrino aunque no da su nombre. Ambos lo confunden inmediatamente con Roderich, que ha regresado de Batavia, llenos de descontento ya que eso impediría que August Kuhbrot se casara con Julia. El extraño los mantiene  con la duda ya que se ha enamorado de Julia y aspira a ganarse su corazón como Roderich. Julia duda de si el extraño es realmente Roderich y por ello le pregunta “¿Te acuerdas de cómo jugábamos cuando éramos niños? A veces pienso que quizá no eres tú y luego me da mucha vergüenza..." Pero tiene una distracción. Él le contesta "Hija, no tienes que pensar tanto. ¡Bésame y todo irá bien!". Ambos están de acuerdo y parece que la felicidad de Julia es perfecta. Viene además Egon von Wildenhagen, cuyo padre ha logrado averiguar que el primo Roderich todavía estaba en Batavia seis semanas atrás. No pudo haber llegado todavía ya que el próximo barco no llega a Hamburgo hasta ese mismo día. "¡Dime si eres Roderich!", le inquiere Julia. “¿Solo me amarías si fuera Roderich?” El viajero admite que no es el amado Roderich de Julia y que tampoco aspira a serlo. "Solo soy un pobre vagabundo, buenas noches, querida niña, buenas noches". Llena de tristeza, Julia deja que el extraño se marche, aunque lo ama, ya que no quiere romper el juramento de lealtad que le dio a Roderich siete años atrás.

### Acto III
Otro extraño aparece en automóvil frente al castillo. Hannchen, la amiga de Julia, se enamora del gracioso individuo a la primera. Pero cuando se presenta como el verdadero Roderich de Weert, Hannchen siente consternación: ¡Durante tantos años Roderich no ha pensado en Julia en absoluto! ¿Cómo actuar ante esta situación? Hannchen sugiere a Roderich que se presente ante Julia como August Kuhbrodt para que ella lo rechace inmediatamente. El tío Josse se entera de que su sobrino August llegó dos días antes en tren. Sin embargo el joven ¡no fue al castillo de Weert! ¿Qué le ha podido ocurrir? ¿El vagabundo lo ha podido atacar y matar? Ayudado por sus sirvientes Hans y Karl, el tío y la tía quieren que sea arrestado. El verdadero Roderich se presenta como un falso August y declara que no ha sido asesinado. El tío y la tía le piden que se acerque a Julia cuanto antes: "Ya sabes lo que se supone que tienes que hacer allí". Julia lo rechaza. El supuesto August y verdadero Roderich le dice que no es digno de su amor de infancia, que él nunca se tomó en serio el juramento de lealtad realizado siendo un niño y que estaba comprometido con otra persona. Y para demostrar quién es, le muestra el anillo que ella le regaló siete años atrás. Julia está consternada: ¡por él rechazó a su amado viajante! El amante de Julia le explica que es August Kuhbrot, a quien ella quería echar de la granja con los perros. "¡Para mí eres Roderich, mi Roderich!". Hannchen se empareja, por su parte, con el verdadero Roderich, "¡y tú te conviertes en mi August!", y para Egon von Wildenhagen sólo queda una salida: irse a a Batavia.

## Adaptaciones cinematográficas
- Der Vetter aus Dingsda (1934): Director: Georg Zoch. Productor: Victor Klein. Reparto: Ernst Behmer, Werner Finck, Lien Deyers, Lizzi Holzschuh, Walter von Lennep, Rudolf Platte, Paul Heidemann, Jakob Tiedtke. Estreno: 11 de septiembre de 1934
- Der Vetter aus Dingsda (1953): Director: Karl Anton. Productor: Helmuth Volmer, Waldemar Frank. Reparto: Vera Molnar, Gerhard Riedmann, Grethe Weiser, Joachim Brennecke, Irene von Meyendorff, Hans Richter, Gunther Philipp, Kurt Pratsch-Kaufmann. Estreno: 26 de noviembre de 1953
- Der Vetter aus Dingsda (1970): Director: Willy van Hemert. Versión televisiva Países Bajos/Alemania. Reparto: Mieke Bos, Ernst Schütz, Monika Dahlberg, Peter Garden, Willy Millowitsch, Brigitte Mira, Johnny Kraaykamp. Primera emisión en la cadena ZDF: 1970